# Das Schwarzbuch des Kommunismus
Das Schwarzbuch des Kommunismus ist der Titel einer Aufsatzsammlung von 1997, in der elf (in der deutschsprachigen Ausgabe von 1998 weitere zwei) Autoren Verbrechen, Terror, Unterdrückung (Untertitel) von kommunistischen Staaten, Regierungen und Organisationen darstellen (autoritäre/totalitäre Diktaturen). Der Herausgeber, der französische Historiker Stéphane Courtois, veröffentlichte das Buch am 6. November 1997, dem 80. Jahrestag der Oktoberrevolution 1917, als erste weltweite Gesamtbilanz von 80 Jahren Kommunismus (autoritäre/totalitäre Diktaturen). Er verglich im Vorwort die Ursachen und die von ihm recherchierte Gesamtopferzahl dieser Verbrechen von 100 Millionen Menschen mit denen des Nationalsozialismus und verlangte ihre angemessene historische und moralische Aufarbeitung.
Der Titel Schwarzbuch weist es als Sammlung und Dokumentation von Negativbeispielen aus. Er bezog sich insbesondere auf das bis 1948 von Ilja Ehrenburg und Wassili Grossman zusammengestellte, in der Sowjetunion verbotene Schwarzbuch über die verbrecherische Massenvernichtung der Juden…, das Arno Lustiger 1994 unter dem Titel Das Schwarzbuch: Der Genozid an den sowjetischen Juden neu herausgegeben hatte.
Das Buch wurde rasch ein vielfach neu aufgelegter Bestseller, der in 26 Sprachen übersetzt und weltweit rund eine Million Mal verkauft wurde. Es wurde unter den beteiligten Autoren, in Politik und Medien kontrovers diskutiert, besonders in Frankreich und Deutschland. 2002 erschien ein zweiter Teil in Frankreich, 2004 erschien dessen deutsche Ausgabe.

## Inhalt

### Gliederung
Die französische Originalausgabe von 1997 umfasst 846 Seiten und beginnt mit einem Vorwort von Courtois unter dem programmatischen Titel Die Verbrechen des Kommunismus. Das Buch ist in fünf Hauptteile (Kapitel) gegliedert. Die deutsche Ausgabe von 1998 nennt als deren Titel und Autoren:
1. Ein Staat gegen sein Volk. Gewalt, Unterdrückung und Terror in der Sowjetunion
Nicolas Werth behandelt in diesem Teil die Geschichte der Sowjetunion von 1917 bis 1956 auf knapp 300 Seiten.
2. Weltrevolution, Bürgerkrieg und Terror
Courtois und Jean-Louis Panné behandeln in diesem Hauptteil die Komintern (2.1) und das Verhalten des NKWD im spanischen Bürgerkrieg (2.2); Rémi Kauffer behandelt allgemein das Verhältnis von Kommunismus und Terrorismus (2.3).
3. Das übrige Europa als Opfer des Kommunismus
In diesem Teil behandelt Andrzej Paczkowski das Verhältnis der Sowjetunion zu Polen (3.1), Karel Bartošek zu Mittel- und Südosteuropa (3.2).
4. Kommunistische Regime in Asien: Zwischen „Umerziehung“ und Massenmord
Jean-Louis Margolin behandelt in diesem Teil die Zeit der kommunistischen Herrschaft in China (4.1), Vietnam (4.2.2), Laos (4.2.3) und Kambodscha (4.3), Pierre Rigoulot behandelt Nordkorea (4.2.1).
5. Die Dritte Welt
Pascal Fontaine behandelt in diesem Teil kommunistische Staaten und Bewegungen in Lateinamerika (5.1), Yves Santamaria in Afrika (5.2), Sylvain Boulouque behandelt das sowjetisch beherrschte Afghanistan (5.3). Courtois beschließt diesen Hauptteil mit einem Resümee unter dem Titel Warum?.
Die Originalausgabe sollte ursprünglich auch ein Kapitel zur DDR enthalten. Dieses entfiel jedoch, weil – so der Historiker Hans Mommsen mit Berufung auf Eigenangaben von Courtois – die vorgesehene, aus der DDR stammende Autorin die Politik der SED nicht vorrangig als Terror und Gewalt darstellte. So enthielt erst die deutsche Ausgabe von 1998 ein weiteres Kapitel unter dem Titel Die Aufarbeitung des Sozialismus in der DDR. Darin behandelt Ehrhart Neubert Politische Verbrechen in der DDR (6.1), Joachim Gauck Vom schwierigen Umgang mit der Wahrnehmung (6.2). Den Abschluss bildet wie im französischen Original ein Nachwort des Herausgebers.

### Einleitung
Die Einleitung sollte ursprünglich François Furet verfassen: Dieser hatte Kommunismus und Nationalsozialismus 1995 als rivalisierende, aber einander ergänzende und in ihrer Feindschaft zur Bourgeoisie vergleichbare Strömungen, die aus dem Ersten Weltkrieg hervorgingen, dargestellt und sich dabei positiv an Ernst Nolte angeschlossen. Nachdem Furet im Juli 1997 verstorben war, verfasste Courtois das Vorwort zu dem Buch selbst.
Er stellte heraus, dass Kommunismus sowohl eine Theorie eines idealen Gemeinwesens als auch eine reale Praxis sei, die eine systematische Unterdrückung bis hin zum Terror als Regierungsform eingeführt habe. Die Theorie sei an ihren empirischen Ergebnissen zu messen. Nicht ohne Grund habe sich die Sowjetunion auch auf Vorläufer des Utopischen Kommunismus berufen. Um ihre Macht zu konsolidieren, hätten kommunistische Regime „Massenverbrechen zum regelrechten Regierungssystem“ gemacht. Die Erinnerung an früheren Terror habe die Glaubwürdigkeit und Effektivität späterer Unterdrückungsdrohung garantiert. Diese Gesetzmäßigkeit kennzeichne alle historischen und bestehenden kommunistischen Regime. Trotz späterer Abschwächung belegten „Archive und unzählige Zeugenaussagen, dass der Terror von Anfang an ein Grundzug des modernen Kommunismus war.“ Die Vorstellung, es handele sich nur um das „zufällige Zusammentreffen unglückseliger Umstände“ einzelner Länder oder Zeiten, sei endgültig zu verabschieden.
In einer Aufstellung nach Ländern schätzte er die durch Kommunisten Getöteten auf annähernd 100 Millionen. Es handle sich dabei um Verbrechen gegen die Menschlichkeit im Sinne des Statuts des Internationalen Militärgerichtshofs von 1945: Alle dort genannten Verbrechenskategorien, die das neue französische Strafrecht präzisiert habe, träfen auf viele Verbrechen zu, die unter Lenin, Josef Stalin und in allen übrigen kommunistischen Ländern außer eventuell in Kuba und Nicaragua unter den Sandinisten begangen worden seien.
Massenverbrechen unter Lenin und Stalin, die ideologisch als „Klassenkrieg“ begründet wurden, besonders Erschießungen und Deportationen von Kosaken (1920ff.), Kulaken (1930–1932) und das vorsätzliche Verhungernlassen von mehreren Millionen Ukrainern (Holodomor 1932–1933), seien Völkermord: Hier sei der „Klassenmord“ dem „Rassenmord“ sehr ähnlich. „Der Tod eines ukrainischen Kulakenkindes, das das stalinistische Regime gezielt der Hungersnot auslieferte, wiegt genauso schwer wie der Tod eines jüdischen Kindes im Warschauer Ghetto, das dem vom NS-Regime herbeigeführten Hunger zum Opfer fiel.“ Damit wolle er die Singularität des Holocaust nicht bestreiten: nämlich Mobilisierung und Gebrauch technologischer Spitzenressourcen in einem „industriellen Prozess“, der den Bau einer „Vernichtungsfabrik“, Vergasung und Verbrennen der Vergasten in Krematorien einschließe. Jedoch hätten viele kommunistische Regime Hunger systematisch als Waffe verwendet und mit der angestrebten totalen Kontrolle und Verteilung der Nahrungsmittel nach „Verdiensten“ Hungersnöte herbeigeführt.
In einer weiteren Liste führte Courtois dann Verbrechen kommunistischer Regierungen auf. Diese könnten auch Historiker mit der juristischen Kategorie Völkermord beschreiben, da diese auch nach den Nürnberger Prozessen auf vergleichbare Massenverbrechen angewandt worden sei. Dabei müsse man, wie schon Robert Conquest es 1968 gefordert habe, den Tatbestand der Komplizenschaft einbeziehen.
Es gehe nicht darum, „irgendwelche makaberen arithmetischen Vergleiche aufzustellen, eine Art doppelte Buchführung des Horrors, eine Hierarchie der Grausamkeit.“ Die rund 100 Millionen Opfer des Kommunismus gegenüber rund 25 Millionen Opfern des Nationalsozialismus seien jedoch ein Faktum. Dieses solle „zumindest zum Nachdenken über die Ähnlichkeit anregen, die zwischen dem NS-Regime, das seit 1945 als das verbrecherischste System des Jahrhunderts angesehen wird, und dem kommunistischen besteht, dessen Legitimität auf internationaler Ebene bis 1991 unangefochten war, das bis heute in bestimmten Ländern die Macht innehat und nach wie vor über Anhänger in der ganzen Welt verfügt.“ Ferner erklärte er: „Die von Lenin erarbeiteten, von Stalin und seinen Schülern systematisierten Methoden lassen an die Methoden der Nazis denken, nehmen sie aber oftmals voraus.“ So habe das Reichssicherheitshauptamt dem Lagerkommandanten von Auschwitz, Rudolf Höß, einen detaillierten Bericht über sowjetische Zwangsarbeitslager übergeben. Von diesen von Kommunisten eingeführten „Techniken der Massengewaltausübung“ hätten die Nationalsozialisten sich inspirieren lassen. Gegenüber möglichen Vorbehalten gegen solche Vergleiche und Thesen erinnerte Courtois an Wassilij Grossmann: Dieser habe beschrieben, wie Stalin die Kulaken als Parasiten und Kindermörder verteufelt habe, um die Bevölkerung für das Massaker an ihnen zu gewinnen, und dies mit der Ausrottungspropaganda der Nationalsozialisten gegenüber jüdischen Kindern gleichgesetzt.
Hieran schloss er die Frage an, warum kommunistische Verbrechen anders als NS-Verbrechen nach 1945 in Politik und Wissenschaft weit weniger beachtet und verdammt worden seien. Dafür machte er eine aus seiner Sicht unangemessene Fixierung auf die Singularität des Holocaust mitverantwortlich. Nach dem Kollaps des kommunistischen Machtzentrums in Moskau solle sein Buch dem Erinnern und Gedenken dieser bisher vernachlässigten Verbrechen des Kommunismus dienen.

### Liste von Opferzahlen und Massenverbrechen
Der Historiker Courtois listete in seiner Einleitung Schätzwerte für durch Kommunisten getötete Menschen auf, die er als „grobe Annäherungen, basierend auf inoffiziellen Quellen“ kennzeichnete:
- Sowjetunion: 20 Millionen
- Volksrepublik China: 65 Millionen
- Vietnam: 1 Million
- Nordkorea: 2 Millionen
- Kambodscha: 2 Millionen
- Osteuropa: 1 Million
- Lateinamerika: 150.000
- Afrika: 1,7 Millionen
- Afghanistan: 1,5 Millionen
- die internationale kommunistische Bewegung und kommunistische Parteien ohne Regierungsmacht: um 10.000.

Ferner listete er vor allem Massenverbrechen in der Sowjetunion und weitere auf:
- die Exekution von zehntausenden Geiseln und Gefangenen ohne Gerichtsverfahren,
- die Ermordung von hunderttausenden rebellischen Arbeitern und Bauern von 1918 bis 1922,
- die Hungersnot von 1922, die 5 Millionen Tote verursacht habe,
- die Ausrottung und Deportation der Kosaken 1920,
- die Ermordung von Zehntausenden in Konzentrationslagern von 1918 bis 1930,
- die Liquidierung von fast 690.000 Menschen im Großen Terror von 1937 bis 1938,
- die Deportation von 2 Millionen Kulaken und so Genannten von 1930 bis 1932,
- die Vernichtung von 4 Millionen ukrainischen und 2 Millionen russischen und anderen Bauern sowie kasachischen und kirgisischen Nomaden durch eine künstliche und systematisch verlängerte Hungersnot von 1932 bis 1933,
- die Deportation von hunderttausenden Polen, Ukrainern, Balten, Moldawiern und Bewohnern Bessarabiens von 1939 bis 1941 und erneut 1944 bis 1945,
- die Deportation der Wolgadeutschen 1941,
- die vollständige Deportation der Krimtataren 1943,
- die vollständige Deportation der Tschetschenen 1944,
- die vollständige Deportation der Inguschen 1944,
- die Deportation und Ausrottung der Stadtbevölkerung in Kambodscha von 1975 bis 1978,
- die langsame Vernichtung der Tibeter durch die Chinesen seit 1950.

Ergänzend erwähnte er summarisch gleichartige Verbrechen der Regime von Mao Zedong, Kim Il Sung und Pol Pot.

### Angaben zu Verbrechensursachen
In den sozialistischen Ländern weitete sich nach der im Schwarzbuch vertretenen Ansicht die Gewalt über Klassen hinaus gegen all die Menschen aus, die als „konterrevolutionäre Elemente“ galten und nicht die kommunistische Ideologie vertraten. So wurden während der Kulturrevolution in der Volksrepublik China und in Kambodscha vorzugsweise die Gebildeten der Oberschicht, wie z. B. Ärzte oder Lehrer, getötet oder unterdrückt, aber auch politische Gegner aus allen anderen Schichten. Zwar habe es in sozialistischen Regimen keine industrielle Vernichtung wie im Dritten Reich gegeben, dennoch überschreiten die Opferzahlen der auf kommunistischer Ideologie aufbauenden Staatensysteme weltweit um ein Vielfaches die des Faschismus, da erst ganze Länder durch die Revolution in blutige Auseinandersetzungen gerieten, danach in Begleitung mit großen politischen Säuberungen und gezielt herbeigeführten oder durch gravierende Organisationsfehler verursachten Hungersnöten. Beispiele sind die Kulaken-Morde und Millionen-Morde allein in der Ukraine, verursacht durch Lasar Moissejewitsch Kaganowitsch oder das System Gulag. Der Grund für die höhere Opferzahl liegt in erster Linie darin, dass der räumliche und zeitliche Wirkungsbereich des real existierenden Sozialismus, insbesondere im 20. Jahrhundert in China, der UdSSR und den übrigen Ostblock-Staaten um ein Vielfaches den des Faschismus übertraf. Bereits in der Einleitung schreibt Courtois, dass die vom Stalinismus getriebenen Genozidvollstrecker viermal mehr Menschen getötet hätten als die Nationalsozialisten, und fordert, auch dieses müsse gesagt werden dürfen, um die diesbezügliche Ähnlichkeit der beiden Ideologien aufzuzeigen, ohne in den Verdacht zu geraten, eine „Hierarchie der Grausamkeit“ aufstellen zu wollen. Notwendig sei dies, da die kommunistische Ideologie noch immer viele Anhänger habe und Menschen in der Gewalt entsprechender Regime seien.
Courtois benennt die Versuche der Täter und Anhänger der marxistisch-leninistischen Idee, die kommunistischen Verbrechen zu verschleiern oder zu verharmlosen:
- Rechtfertigung der die Revolution betreffenden Verbrechen: „Wo gehobelt wird, fallen Späne“;
- Einschüchterung, Diffamierung von Gegnern und Kritikern bis hin zu Morden;
- Selbstdarstellung als herausragendste Vertreter des Antifaschismus angesichts der Tatsache des sowjet-kommunistischen Sieges über den verbrecherischen Nationalsozialismus; wer über das Böse siegt, müsse „ins Lager der Guten“ gehören.

## Rezeption in Frankreich

### Mitautoren
In Frankreich distanzierten sich die Mitautoren Nicolas Werth, Jean-Louis Margolin and Karel Bartošek seit Ende Oktober 1997, noch vor dem Erscheinungsdatum, öffentlich von der Einleitung und dem von Courtois geplanten Titel „Das Buch kommunistischer Verbrechen“. Sie hatten im Vorfeld dagegen protestiert; Margolin hatte der Veröffentlichung erst zugestimmt, als der Verleger mit Entschädigungsklagen drohte.
Margolin erklärte am 31. Oktober 1997 in der Zeitung Le Monde: Anders als der Nationalsozialismus habe der Stalinismus die „Ausmerzung der Klassenfeinde“ angestrebt, nicht jedoch von Einzelpersonen oder ganzen Bevölkerungsschichten. Werth und Margolin kritisierten am 7. und 14. November 1997: Ob Massenverbrechen zu den zentralen Merkmalen kommunistischer Regime gehörten, aus der Ideologie selbst hervorgingen und diese mit dem Nationalsozialismus wesensverwandt sei, seien legitime Fragen. Diese behandle das Buch aber nirgends mit der gebotenen gründlichen Diskussion. Courtois vernachlässige eine qualitative Differenz zwischen Kommunismus und Nationalsozialismus: Ersterer sei ursprünglich eine emanzipatorische Ideologie gewesen, die nicht zwangsläufig Terror verursache. In der Sowjetunion habe es keine Vernichtungslager gegeben. Inwiefern kommunistische Lehren zu Massenmorden führen mussten und führten, bleibe entgegen seinem Anspruch unerklärt. Seine Opferschätzungen seien unklar und widersprächen offiziellen Untersuchungen und den Detailangaben zu sowjetischen (nach Werth 15, nicht 20 Millionen) und vietnamesischen (nach Margolin 500.000, nicht 1 Million) Opfern. Offenbar sei Courtois davon „besessen“, seine Gesamtschätzung von 100 Millionen erreichen zu können. Sie selbst schätzten die Opfer kommunistischer Regime auf 65 bis 93 Millionen. Bartošek begrüßte die „weltweit erste Synthese“ kommunistischer Verbrechen, lehnte es aber ab, „die Leiden der Opfer ideologisch und politisch zu betrachten.“
Im Dezember 1997 erklärte Werth, ein methodisch sorgfältiger Vergleich der Massentode in verschiedenen kommunistischen Systemen sei in dem Buch unterblieben, ebenso ein Vergleich mit dem Nationalsozialismus. Kommunistische Diktaturen müssten nicht systematisch kriminelle Formen annehmen. Massenhinrichtungen habe es in der Sowjetunion nur in bestimmten Phasen und insgesamt zehn Jahren gegeben. Dass ihre Lager Vorbilder für die Nationalsozialisten gewesen seien, sei unbewiesen. Massenhafte Hungertode von etwa 11 Millionen seien nicht mit etwa 1,5 Millionen in Arbeitslagern Umgekommenen und etwa 800.000 Exekutierten gleichzusetzen. Nur wenn man alle verschiedenen Todesursachen addiere, gelange man zu höchstens 15 Millionen sowjetischen Opfern von 1917 bis 1953. Die heutigen französischen Kommunisten hätten nichts mit diesem vergangenen Geschehen in der UdSSR zu tun. Nur Courtois und sein Verlag hätten eine politische Wirkung des Buchs beabsichtigt, die ihn störe.

### Politik
Ab dem 25. August 1997 hatte die rechtsextreme Partei Front National angekündigt, man werde am 9. November 1997 in Paris einen „Nürnberger Prozess gegen den Kommunismus“ abhalten. Parteiführer Jean-Marie Le Pen wiederholte diese Ankündigung nach dem Erscheinen des Schwarzbuchs. Am 9. November 1997 demonstrierten etwa 1000 Personen in Paris gegen den damaligen Strafprozess gegen Maurice Papon und für einen moralischen Prozess gegen den Kommunismus. Dazu aufgerufen hatte der Front-National-Abgeordnete Bernard Antony, der mit Verweis auf das Schwarzbuch Hitler im Vergleich zu Stalin als „Baby“ oder „Milchknabe“ bezeichnete. Der Journalist Pierre Daix bezeichnete das Buch als „Nürnberger Prozess gegen den Kommunismus“.
Am 12. November 1997 wurde das Schwarzbuch in der französischen Nationalversammlung thematisiert. Mit Verweis darauf verlangten der Parteivorsitzende der UDF, François Bayrou, und sein Fraktionskollege Michel Voisin vom damaligen Premierminister Lionel Jospin, „diejenigen zur Verantwortung zu ziehen, die solche Verbrechen unterstützt haben“. Gemeint war die KPF, mit der die PSF damals eine Regierungskoalition bildete. Jospin wies den Antrag zurück und erinnerte an die Anti-Hitler-Koalition Frankreichs mit der Sowjetunion. Die KPF habe den Gulag schon verurteilt, wenn auch eventuell zu spät. „Aber für mich hat der Kommunismus zu tun mit der Volksfront, den Kämpfen der Résistance, den Regierungen von 1945 bis 1981. Ich bin stolz, daß der Kommunismus in meiner Regierung vertreten ist.“ Darauf verließen die UDF-Abgeordneten unter Protest das Parlament, nicht aber die gaullistischen Abgeordneten.
Am 3. Dezember 1997 diskutierten Courtois, der damalige KPF-Vorsitzende Robert Hue, der frühere Gulag-Häftling Jacques Rossi, der ehemalige Berater Michail Gorbatschows Andrej Gratschow, der Sänger Jean Ferrat und andere in einer Fernsehsendung miteinander. Courtois erklärte, er unterstütze le Pens Forderung nicht, da er Historiker und kein Jurist sei. Hue verurteilte die Verbrechen in der Sowjetunion, die er aber von der Idee und möglichen Zukunft des Kommunismus getrennt betrachte. Ferrat verwies auf Kinderarbeit und täglich 40.000 Hungertote und fragte, wann es eine Sendung über ein „Schwarzbuch des Kapitalismus“ gebe.

### Medien
Alle großen französischen Zeitungen und einige Fachblätter beteiligten sich an der Diskussion um das Schwarzbuch, zum Teil mit Sonderausgaben und Artikelserien, in denen Historiker, Politologen, Philosophen und Schriftsteller Stellung bezogen. Darunter waren Le Monde, Le Figaro, Le Point, Libération, L’Humanité, La Quinzaine littéraire, Le Monde diplomatique, L’Histoire, Commentaire, Le Nouvel Observateur und Sud-Ouest Dimanche.
Als Kritiker des Schwarzbuchs äußerten sich etwa Gilles Perrault, Lilly Marcou, Maurice Nadeau, Annette Wievorka, Jean-Marie Colombani, als Befürworter etwa Pierre Briancon, Jean-Luc Domenach, Laurent Joffrin, Jacques Julliard, André Glucksmann, Jean-François Revel, Bernard-Henri Lévy, Simone Korff Sausse, Krzysztof Pomian, Emile Copfermann.

## Rezeption in anderen Ländern

### Internationale Rezensionen
Amir Weiner meinte 2002: Die Liste des Schwarzbuchs für Massenmorde, Deportationen, staatlich eingeleitete Hungersnöte und barbarische Folter kommunistischer Regime biete zwar kaum neue Fakten, sei aber informativ und großenteils unbestreitbar. Selbst wo die Zahlen fraglich und offensichtlich inflationiert seien, werde die Brutalität des Kommunismus an der Macht gut verdeutlicht. Zudem stütze die Tatsache, dass die Gräuel durchgehend mit der Machteroberung einhergingen, das Argument für Absichtlichkeit, besonders im Kapitel über die Sowjetunion von Nicolas Werth. Gleichwohl sei der dicke Band mit ernsten Fehlern behaftet, zusammenhanglos und neige oft zu bloßer Provokation. Leider reduzierten die Autoren den Vergleich zwischen Nationalsozialismus und Kommunismus auf bloße Leichenzählung, wobei sie die Kommunisten des Mordes an 100 Millionen, die Nazis an 25 Millionen anklagten. Diese Herangehensweise sei bestenfalls ahistorisch und erniedrigend.
Shane J. Maddock hielt 2001 fest, dass die Kontroverse, die das Schwarzbuch auslöste, vor allem auf seine Einleitung zurückzuführen sei. Courtois postuliere hier, dass der Kommunismus „ein größeres Übel“ als der Nationalsozialismus darstelle. Die polemische Art der Einleitung werde jedoch nicht in alle folgenden Kapitel übertragen. Werths und Margolins Beiträge trügen die ideologischen Behauptungen Courtois’ nicht. Sie resümierte: „Jenseits der Polemik und dem Mangel an verlässlichen Quellen scheinen selbst die besten Kapitel des Schwarzbuchs sich so intensiv auf das interne Funktionieren von Terror und Unterdrückung zu fokussieren, dass sie die Frage zu beantworten versäumen, warum kommunistische Regime so oft auf Gewalt gegen ihre eigenen Völker zurückgriffen. Das Schwarzbuch versagt auch darin, dem Leser Verständnis dafür zu bieten, wie Kommunismus die populäre Unterstützung von Millionen Menschen weltweit erreichen konnte. Falls Gewalt und Unterdrückung alles waren, was Marxismus zu bieten hatte, warum erhielt dieser je populäre Unterstützung, und warum verteidigen und befürworten ihn einige immer noch?“
David J. Galloway betonte 2001: Dass sich Courtois’ Mitherausgeber Werth und Margolin von dessen Gleichsetzung des „Klassenmords“ des Kommunismus mit dem „Rassenmord“ des Nationalsozialismus distanziert hätten, zeige die bedeutsamen Interpretationsmöglichkeiten des Buches auf. Er hob vor allem die Studie über das sowjetische System positiv hervor.
Noam Chomsky hat sich mehrfach kritisch über das Schwarzbuch und seine Rezeption geäußert: Das Vorwort verdamme zu Recht die erschreckenden und unaussprechlichen Verbrechen des Kommunismus, wobei es diese Verdammung absurderweise als neu ausgebe. Es beschreibe Kommunismus als ein System des einzigartigen Bösen, ohne ausgleichende Merkmale. Demgegenüber würden Verbrechen des Westens, des Kapitalismus und der Demokratie allenfalls als kleinere Fehler hier und da oder als Versagen, schnell genug auf Verbrechen anderer zu reagieren, betrachtet. Die Schrecken des Kommunismus seien schon 80 Jahre lang in Büchern und Medien beschrieben worden, so dass es Rezensenten, die das Buch als überraschend und neu darstellten, irgendwie gelungen sein müsse, diesen stetigen Strom der Kritik nicht wahrzunehmen. Die Vision der eigenen fundamentalen, wenn auch manchmal fehlerhaften Güte im Kontrast zur unbegreiflichen Monstrosität des Feindes wiederhole im Detail die Bildwelt des letzten halben Jahrhunderts. Das Bild sei extrem nützlich gewesen und erlaube erneut, die Bilanz der in den letzten Jahren angehäuften furchtbaren Verbrechen der eigenen Seite auszuradieren. Für Chomsky war die Rezeption des Buchs ein Beispiel für eine westliche moralische Inkonsistenz: sich über Verbrechen anderer zu empören, um von den Verbrechen abzulenken, für die eigene Zustimmung oft entscheidend verantwortlich sei und an denen man etwas ändern könne. Stattdessen hätten die USA etwa Vietnam für einen der klarsten Fälle von humanitärer Intervention, nämlich gegen das im Schwarzbuch dargestellte Regime Pol Pots, verurteilt und bestraft (siehe dazu Rote Khmer#Entmachtung und Guerillakampf).

### Rezensionen in Deutschland
Die Debatte in Deutschland begann im November 1997 mit Artikeln in der Süddeutschen Zeitung und der Frankfurter Allgemeinen Zeitung. Nach dem Erscheinen der deutschen Übersetzung brachte die Wochenzeitung Die Zeit im Sommer 1998 eine mehrteilige Debatte zum Schwarzbuch des Kommunismus, an der sich u. a. Jutta Scherrer, Professorin für russische Geschichte in Paris, der Soziologieprofessor Helmut Dubiel, der Schriftsteller Lothar Baier, Manfred Hildermeier, Professor für osteuropäische Geschichte in Göttingen, und Joachim Gauck beteiligten. Christian Geulen, Professor für Geschichte in Konstanz, besprach das Schwarzbuch für die Frankfurter Rundschau. Den Bonner Politikwissenschaftler Volker Kronenberg erinnerte das Schwarzbuch an die Thesen von Ernst Nolte. Kurt Pätzold, Professor für Geschichte in Berlin, mischte sich in der Zeitung Junge Welt in die Diskussion ein. Der Politikwissenschaftler und PDS-Politiker André Brie warnte die deutsche Linke davor, sich der Debatte um das Schwarzbuch zu verweigern.
Der Piper-Verlag beförderte die Debatte mit vier Podiumsdiskussionen vom 15. bis 18. Juni 1998 in Hamburg, Berlin, München und Dresden, an denen neben Courtois und Joachim Gauck jeweils drei weitere Personen, deutsche Historiker, Politologen oder Journalisten, teilnahmen: darunter Hans-Ulrich Wehler, Heinrich August Winkler, Jürgen Kocka, Hans Maier, Horst Möller, Hans Mommsen, Wolfgang Wippermann.

### „Roter Holocaust“
Kritische Rezensenten fassten die Zentralthese von Courtois, bei den Massenverbrechen kommunistischer Regime handele es sich um ideologisch bestimmte, nach Ausmaß und Absicht mit dem Holocaust vergleichbare Völkermorde, seit seinem Interview in der Zeit (Nr. 48, 24. November 1997) mit dem Ausdruck „Roter Holocaust“ zusammen.
Wolfgang Wippermann und Jens Mecklenburg betitelten ihren kritischen Aufsatzband 1998 „Roter Holocaust“? Kritik des Schwarzbuchs des Kommunismus, um vor einer Gleichstellung der nationalsozialistischen mit kommunistischen Massenverbrechen zu warnen. Horst Möller dagegen verwendete den Ausdruck 1999 in seinem Buch Der Rote Holocaust und die Deutschen ohne Anführungszeichen und stellte darin fast nur Autoren vor, die die Zentralthese des Schwarzbuchs unterstützen.

### Reagierende Veröffentlichungen
Gilles Perrault, der zu den ersten Kritikern des Schwarzbuchs in Frankreich gehörte, gab 1998 wie 1997 angekündigt eine Aufsatzsammlung unter dem Titel „Das Schwarzbuch des Kapitalismus“ heraus. Darin befassen sich 27 überwiegend französische Historiker, Politologen und Soziologen kritisch mit den Gesamtfolgen der globalisierten Marktwirtschaft.
Robert Kurz veröffentlichte 1999 das Schwarzbuch Kapitalismus als Geschichte und Analyse der Marktwirtschaft aus der Sicht der wertkritischen Schule des Marxismus.
Der französische Historiker Marc Ferro veröffentlichte 2003 im gleichen Verlag wie Courtois sein 840 Seiten starkes „Schwarzbuch des Kolonialismus“, das sich vor allem mit der Kolonisierung Nordamerikas und Nordafrikas, besonders Algeriens, durch Franzosen befasste. Der Autor bezeichnete es ausdrücklich als Gegenstück zum Schwarzbuch des Kommunismus.

### Resolution des Europarats
Am 25. Januar 2006 beschloss die Parlamentarische Versammlung des Europarates mehrheitlich die Europaratsresolution 1481 (2006) zur Notwendigkeit der internationalen Verurteilung von Verbrechen totalitärer kommunistischer Regime. Für den Textentwurf hatte Göran Lindblad, ein schwedischer Abgeordneter der konservativen EVP, 2005 einen Bericht vorgelegt. Dieser übernahm unverändert die Opferzahlen aus der Einleitung des Schwarzbuchs. Die Resolution rief alle kommunistischen und postkommunistischen Parteien der Mitgliedsstaaten des Europarates auf, sich angesichts der Geschichte des Kommunismus klar von den Verbrechen totalitärer kommunistischer Regime, die im Namen der Theorie des Klassenkampfs und der Diktatur des Proletariats gerechtfertigt worden seien, zu distanzieren und sie unmissverständlich zu verurteilen.
Die Resolution blieb im Europarat stark umstritten und rief einige Gegenanträge hervor, die eine Gleichsetzung von Staatskommunismus und Nationalsozialismus mittels der Kategorie des Totalitarismus ablehnten.

## Zweiter Teil
2002 gab Courtois in Frankreich eine Fortsetzung des Schwarzbuchs heraus. Sie trug den Titel Du passé faisons table rase! („Machen wir reinen Tisch mit der Vergangenheit!“), ein Zitat aus der ersten Strophe der „Internationale“. 2004 erschien die deutsche Übersetzung unter dem Titel Das Schwarzbuch des Kommunismus 2. Das schwere Erbe der Ideologie.

### Inhalt
In dem von Courtois selbst verfassten, 160 Seiten langen ersten Kapitel setzte sich der Autor überwiegend mit seinen Kritikern sowie generell den widerstreitenden Reaktionen und Debatten auseinander, die die Veröffentlichung des ersten Schwarzbuchs in Europa und insbesondere in Frankreich ausgelöst hatte: Während der Kommunismus in Osteuropa weithin als „immense Tragödie“ gelte, bleibe er als Idee in Westeuropa, besonders in der französischen Linken, „meist positiv“ besetzt und werde „glorifiziert“. Dies liege unter anderem am historischen Stellenwert des Holocaust: „Solange der Nationalsozialismus als das absolut Böse charakterisiert wird, werden die kommunistischen Verbrechen automatisch relativiert. […] Es ist schon eine seltsame Vorgehensweise, wenn man den Völkermord an den Juden benutzt, um in der Kategorie ,Verbrechen gegen die Menschlichkeit' eine Hierarchie aufzubauen.“
Die übrigen Autoren Mart Laar, Diniu Charlanow, Liubomir Ognianow, Plamen Zwetkow, Romulus Rusan, Ilios Yannakakis und Philippe Baillet präsentierten Studien zu kommunistischen Regimen und Bewegungen in Estland, Bulgarien, Rumänien, Italien und Griechenland. Mit aufgenommen wurden die Vorworte zur US-amerikanischen Ausgabe des ersten Teils von Martin Malia und zur russischen Ausgabe von Alexander Jakowlew, ehemaliges Mitglied im Politbüro der KPdSU und Theoretiker der Perestrojka. Dieser stellte darin den Umgang mit der kommunistischen Vergangenheit in Russland seit 1990 dar.

### Rezeption
Das Buch fand kein zum ersten Teil vergleichbares Echo. In der deutschen Presse wurde es beispielsweise in der Frankfurter Allgemeinen Zeitung von Manfred Funke besprochen, der sich von Courtois’ Schilderungen in die Frage „gepresst“ sah, „ob sich das Böse im Menschen der Verheißung einer gerechten Welt nur als Vorwand für Teufeleien bedient“. Josef Riedmiller schrieb in der Süddeutschen Zeitung: „Courtois hat nun (...) ein zweites ‚Schwarzbuch‘ vorgelegt, in dem er sich vor allem mit seinen Widersachern aus Frankreichs linker Elite auseinander setzt, auch die Frage nach dem Systemvergleich stellt, sie aber eher vorsichtig beantwortet.“ Weniger zimperlich sei da Alexander Jakowlew, der alles verwerfe, woran er einmal geglaubt habe. Der Bolschewismus sei für ihn „dieselbe Kategorie wie der deutsche Nationalsozialismus“. Dagegen kritisierte Rudolf Walther in der tageszeitung das Buch als „antitotalitären Aufguss“ des ersten Teils und seine Einleitung als apologetisches Eigenlob. Courtois zeige kein Verständnis für die „Differenz von Vergleichen und Gleichsetzen“ von Kommunismus und Nationalsozialismus.

## Ausgaben
- Stéphane Courtois, Nicolas Werth, Jean-Louis Panné, Andrzej Paczkowski, Karel Bartošek, Jean-Louis Margolin, Rémi Kauffer, Pierre Rigoulot, Pascal Fontaine, Yves Santamaria, Sylvain Boulouque: Le livre noir du communisme – Crimes, terreur, répression. Robert Laffont, Paris 1997, ISBN 2-221-08204-4; Bouquins, 1999, ISBN 978-2-221-08861-6; Pocket, 2009, ISBN 2-266-19187-X.
- Stéphane Courtois, Nicolas Werth, Jean-Louis Panné, Andrzej Paczkowski, Karel Bartošek, Jean-Louis Margolin: Das Schwarzbuch des Kommunismus – Unterdrückung, Verbrechen und Terror. Mit einem Artikel von Joachim Gauck, Ehrhart Neubert: Die Aufarbeitung des Sozialismus in der DDR.Piper Verlag, München 1998.  ISBN 3-492-04053-5, weitere Ausgaben.
- Stéphane Courtois et al. (Hrsg.): The Black Book of Communism: Crimes, Terror, Repression. Harvard University Press, 1999, ISBN 0-674-07608-7.
- Stéphane Courtois et al. (Hrsg.): Das Schwarzbuch des Kommunismus 2. Das schwere Erbe der Ideologie. Piper Verlag, München 2004, ISBN 3-492-04552-9.